# Ádeni csata (2015)
Az ádeni csata a jemeni Áden ellenőrzéséért folytatott egyik csata volt a hútik és a Jemeni Hadsereg őket támogató része, valamint a helyiek, a Déli Front és a Jemeni Hadsereg Hádit támogató fele között.
A csata március 25-én kezdődött, mikor a Száleh-párti csapatok elfoglalták az Ádeni Nemzetközi Repülőteret, és Hádi hajón elhagyta az országot. A Hádi-pártiak július 16-án szerezték vissza a kikötő fölött az ellenőrzést, és ekkor indultak meg a város kereskedelmi központja felé. Július 22-én nyerték vissza a teljes várost, és ekkor nyitott ki ismét az Ádeni Nemzetközi repülőtér. Július végén egy offenzíva során kiűzték az Áden környéki városokból is a hútikat támogató fegyvereseket.

## Előzmények
A hútik, állítólag a volt elnök, Ali Abdullah Száleh támogatásával átvették a hatalmat Jemen felett Hádit később lényegében házi őrizetbe helyezték, de egy hónappal később sikeresen elmenekült szülővárosába, a dél-jemeni Ádenbe.
A reptéri csata március 19-i kitörése és a Szanaában történt öngyilkos merényletek után másnap megalapították a húti Forradalmi Bizottságot, miután az államcsíny alatt általános mozgósítást rendeltek el. A hadsereg egyes részeinek támogatásával katonai offenzívát indítottak, hogy megszerezzék az országnak a Hádi háttérbázisaként is számon tartott déli részét. A harmadik legnagyobb város, Taizz lényeges ellenállás nélkül esett el. Ezután következett Ádentől északra Lahidzs és a stratégiai fontosságú Al Anad Légibázis.

## A csata

### A harcok kezdete
Március 25-én a Hádihoz hű Déli Mozgalommal vívott győztes csata után a Szálehhez hű csapatok elfoglalták az Ádeni Nemzetközi Repülőteret valamint egy kisebb légi bázist, s ezután a harcok Ádenre is átterjedtek, A repülőtér mindenféle légi forgalmat felfüggesztett. Civilek özönlöttek el Áden belvárosában egy katonai laktanyát, hogy onnét fegyvereket szerezzenek maguknak. Az összecsapásokban öten meghaltak és 12-en megsebesültek. Az északról előre nyomuló húti harcosok elérték a kikötőváros peremkerületeit.
Hádi hajóval elhagyta Ádent. Március 26-ig hollétéről semmit sem lehetett tudni. Ekkor azonban – órákkal azután, hogy Szaúd-Arábia légitámadást indított a hútik ellen – leszállt a királyság földjére.
Március 27-re a hútik és szövetségeseik bekerítették Ádent, és minden, a városba be, illetve onnan kifelé vezető szárazföldi útvonalat ellenőrzésük alatt tartottak. Azonban miközben a hútik a nehézfegyverzetet és a járműveket Ádenbe vitték, a szaúdi légierő csapásokat mért rájuk. A lövések március 28-án egy Shuqrahból indult konvojt találtak el.
Március 28-án egy ádeni lőszerraktár felrobbanásakor több ember megsérült. Mivel a biztonsági őrség elhagyta az állásait, a polgárok szabadon tudtak lőszereket rabolni. A városban a csata kezdete óta meghaltak száma ekkorra már 75-re emelkedett.

### A harcok fokozódnak
Március 29-én tovább folytak az összecsapások, elsősorban Áden északi részén, majd a hútik behatoltak a központi területekre is. A jelentések szerint a Hádihoz hű seregek visszafoglalták az Ádeni Nemzetközi Repülőteret. A halottak között 9 húti harcos és 5 Hádi-párti fegyveres volt.
Március 20-án a Szálehhez hű harcosok és a hútik tovább támadták Ádent, gránátokat és rakétákat lőttek ki az alami körgyűrű közelébe, és megpróbáltak még mélyebben behatolni a városba. A fegyveresekre állítólag az egyiptomi hadihajók is rátámadtak, melyek a déli partok közelében sorakoztak fel. Legalább két légi támadásra volt szükség ahhoz, hogy Zindzsibár felé visszavonuljanak a csapatok, és hogy a Hádihoz hű Népbizottság megtarthassa a területeit. A szaúdi gépek az repülőtér környékén is több helyen lőttek. A légi támadásokban Áden Khormakszár körzetében 26-an meghaltak,közülük 10.en egy olyan épületben voltak, melyet a jelentések szerint a Hádihoz hű csapatok foglaltak el.
Április 1-jén a húti fegyveresek az Ádeni Nemzetköz Repülőtér egy részét visszafoglalták, és városszerte a Hádi-pártiakkal küzdöttek. Mindezek ellenére Hádi egyik támogatója kifejtette, hogy a kormány a légi támogatás nélkül, csupán a szárazföldi ereit kihasználva is képes lenne legyőzni a hútikat, ha sikerülne elvágni az utánpótlási útvonalaikat. A hútik reptéri állásait a koalaíciós hadihajók folyamatosan bombázták. Később a hútik és az őket támogató katonai alakulatok tanokkal bevonultak Khormakszár körzetbe és a városközpontba, ahol a Hádihoz hű csapatokkal és a helyiekkel kellett megküzdeni az ellenőrzésért.

### Csata a központi kerületért
Másnap a hútik és a vele szövetséges erők tankokkal és fegyveres járművekkel elfoglalták a központi Kráter területét. Ezen felül az elnöki palotát is megszerezték, de egy éjszakai támadás arra kényszerítette őket, hogy taktikailag feladják az épületet. A hútik ideiglenesen Kráter kerületből is visszavonultak, miközben két tankot és 10 harcost vesztettek. Áden védelmezői a koalíciós gépekből fegyvereket és egészségügyi eszközöket, utánpótlást kaptak.
Április 5-én azonban ismét a hútik törtek előre. A csoport ismét visszafoglalta a központi körzeteket, másokat pedig folyamatosan bombázott, a város kkikötője közelében azonban visszaverték őket. A Hádihoz hű katonákhoz közeli források szerint Áden Mualla kerületében 36 húti vagy őket támogató harcos halt meg, míg eközben a Hádi-pártiak 11 embert vesztettek. Egy egészségügyis azt mondta, a környék tetőit megszállták a húti orvlövészek.
Április 6-án a hútik és támogatóik addigi legnagyobb sikerüket érték el, mikor Muallában háztartásokat támadtak meg. A Hádi-pártiak a jelentések szerint éjszaka három tankot megsemmisítettek, de éjszaka a hútik újabbakat telepítettek a területre. A városban az egészségügyi intézmények túlterheltté váltak, az utcákat testek borították, és több épületet felgyújtottak A harcok miatt a Nemzetközi Vöröskereszt szerint a területen a humanitárius helyzet katasztrofális. Az április 7-re virradó éjszaka a csatákban 18 ember halt meg, az előző 24 órában összesen pedig 53-an.
Április 8-án több tucatnyi húti és őket támogató harcos nyomult be tanok és két felfegyverzett harckosi kíséretében Áden Kráter kerületébe. A helyiek beszámolói szerint három, a hútik vagy más, Száleh-párti harcosok kezén lévő lőszerraktárat bombáztak repülőgépről Áden északi részén. A jelentések szerint a város szunnita mecsetében a támadók elleni dzsihádra hívták a lakosokat. A délután közepére visszaverték a kráteri behatolást, és több északi külvárosból is kiűzték a húti harcosokat. A harcok elmérgesedésével a szaúdi hadihajók április 10-én már a tengerről lőtték a húti célpontokat. Kezdetben nem volt világos, mekkora kár is érte a várost a tengeri támadás hatására.
A várost a hútiktól védelmező csapatok állítólag az iráni Jeruzsálemi Hadsereg több tagját is foglyul ejtették a város különböző részein.
Április 13-ra az elnöki palota komplexuma ismét húti kézre került, de ugyanakkor légitámadás érte.
Április 14-én, elhúzódó csaták utána a hútik kivonultak Áden Khormakszár kerületből, ahol a repülőtér és több külföldi misszió is elhelyezkedett.
Április 18-án a harcok elharapóztak Mualla, Kráter és Buraiga kerületekben, így a koalíciós hadihajók több, a hútik kezén lévő épületet is ágyúztak. Buraiga kerületben a harcok fő célpontja az olajfinomító elfoglalása volt.
Április 19-én a lahdzsi és az anadi légibázis területéről Hádi-párti harcosok támadtak dél felé és a hútiktól tengerparti területeket foglaltak el, így meg tudták támadni a még mindig a milicisták kezén lévő repülőteret. A Hádihoz hű csapatok visszafoglalták az orosz konzulátust és Hádi egyik otthonát. As of 20 April, Hadi forces reportedly also seized the airport.
Április 28-án az Ádeni Egyetemen és a Khormakszár kerületben állásokat felállító húti csapatok előre haladta a területen., és elfoglalták Hádi családi házát, valamint a német és az orosz konzulátust. A félszigettől északra nyugati irányba haladtak, és megpróbálták visszaszerezni az előző héten elvesztett területeket. Másnap a hútik a városközpont felé haladtak. Khormakszárban a jelentések szerint a hútik előretörése közben egy nagy bevásárló központ kigyulladt, s itt valamint Mualla kerületben sikeresen visszaverték az ellentámadásokat. Szemtanúk azt mondták az Associated Pressnek, hogy a húti harcosok és a vele szövetségesek Khormakszárt házról házra átkutatták, több férfit kirángattak az utcára, ahol agyonlőtték őket, miközben hangos beszélő arra szólították fel a lakosokat, nehogy Hádi-párti harcosokat rejtegessenek a lakásiakban.
Május 6-án húti harcosok elfoglalták Tavahi kerületét, de a jelentések szerint később kiszorították őket a területről. A harcokban meghalt Ali Nasszer Hádi dandártábornok, az ő helyét Saif al-Baqri vette át ugyanabban a rangban.
Május 6-án a húti ágyűk egy Ádenből menekültekkel teli kihajózó csónakot találtak el a part közelében. Itt 40 ember vesztette életét.

### Ellentámadás a hútik ellen
Július 14-én az Ádenben állomásozó, Hádi-párti hadsereg visszafoglalta az Ádeni Nemzetközi Repülőteret, és egy humanitárius fegyverszünetet követően megtisztította Khormakszár kerületet a húti felkelőktől. Így a hútik be tudtak vonilni a félszigetre. Július 16-ra a Hádi-pártiak Muallában a kikötők nagy részét visszaszerezték, és beléptek Kráter kereskedelmi kerület területére. Július 17-én Hádi harcosai és a száműzött kormány úgy nyilatkozott, Ádent megtisztították a hútiktól. Mindezek ellenére a város keleti és északi bejárata még mindig a hútik felügyelete alatt állt, és több helyen elszórtan még mindig folytak a harcok. A hútiellenes csapatok három offenzívát indítottak, melyek során két katonai tábort foglaltak el; egyet Lahidzs, egyet pedig a keleti Sabva kormányzóságban. Az Orvosok Határok Nélkül szerint a visszavonuló hútik egy aknazárral körülbelül 100 embert öltek meg.
Az utolsó húti csapatok kivonulása után a július 22-én újranyitott repülőtérre először a szaúdi hadsereg egyik segélyeket, fegyvereket szállító repülőgépe szállt le, a fedélzetén a Királyi Szaúdi Haditengerészet parancsnokával.

## Következmények
Július 30-án a hútiellenes erők támadást indítottak Ádenen kívül, és kiűzték a hútikat Muthalath al-Ilm, Ya'wala, Al-Basateen, és Qariat al-Falahi területéről is. Még Lahidzs kormányzóságban is összecsapások törtek ki. Másnap a szaúdi légitámadásoknak köszönhetően további területeket foglaltak vissza a hútiktól, többek között Houta városát.
Augusztus 3-án a Hádihoz hű erők szíúdi és emírségbeli csapatok támogatásával további területeket foglaltak el Ádentól északra, és sikeresen visszafoglalták az anadi légibázist.

## Harcoló felek
A The New York Times egy április 10-i beszámolója szerint Ádn védőinek zöme helyi lakos volt, akik fegyvert fogtak a behatolókkal szemben, és gyengén szervezett milíciákat alakítottak ki, hogy a saját környéküket megvédjék. Köztük ott voltak a szeparatista Déli Mozgalom támogatói is. Hádi támogatóinak többsége elnökük elhajózása után otthagyta a csatateret. Ezzel ellentétben a támadóerők a Szálehhez hű katonákból állt össze. A hútik (és köztük a gyermekkatonák) a csapatna csak kis részét tették ki. A harcok alatt fogságba esett hútik többsége azt mondta, azért volt ott, hogy az al-Káida ellen harcoljon.

## A külföldiek szerepe

### Humanitáriusok
A harcok elmérgesedésével több ország elkezdte kimenekíteni Ádenben ragadt állampolgárait. A kínai Népfelszabadító Haditengerészet több száz embert, köztük nem kínai állampolgárt is kimenekített. Egy török fregatt 55 törököt mentett ki a városból. Az India Haditengerészet INS Mumbai nevű támadóhajója 441 indiai és más országból származó embert vitt el Dzsibutiba.
Április 8-án az Orvosok Határok Nélkül és a Nemzetközi Vöröskereszt hajókon sikeresen Ádenbe szállított 2,5 tonna gyógyszert valamint orvosi csoportokat.Az orvoscsoportot egy helyi kórházban alkalmazták. 2015. július 21-én megérkezett Ádenbe az első olyan hajó, melyen a World Food Programme annyi élelmiszert küldött, mely 180.000 embernek egy hónapig is elegendő. A hajó négy hónapig várt a tengeren, mert a kikötő környékén folyó harcok miatt nem tudott dokkolni.

### Hadsereg
Mikor a hútik Áden kritikus pontjait kezdték támadni, az egyiptomi haditengerészet hajói biztosították a környék megmaradását, a koalíció repülőgépei pedig folyamatosan bombázták a támadókat és az általuk készített felépítményeket.
A hírek szerint Szaúd-Arábia különleges egységeket küldött Ádenbe, melyek a CNN-nek nyilatkozó szaúdiak szerint a hútik elleni ellenállást koordinálják és irányítják. A szaúdi kormány hivatalosan visszautasította, hogy kommentálja az értesüléseket, melyek szerint kommandós egységeket küldtek volna Ádenbe. Május 3-án egy legfeljebb 50 főből álló, három arab országból érkezett csoport szállt le az Ádeni Nemzetközi Repülőtér közelében, és a Szálehhez hű csapatokat fegyverekkel látták el. A szaúdi csapatok egyik szóvívője visszautasította, hogy „külföldi csapatok” lettek volna Ádenben. Hádi külügyminisztere azt mondta, a harcosok külföldön kiképzett jemeniek voltak.
A hútiellenes seregek azt állították, az ádeni csaták során áprilisban foglyul ejtettek egy iráni ezredest és a Forradalmi Gárda egyik speciális egységének, a Jeruzsálemi Hadseregnek az egyik századosát. Azt mondták, az irániak a hútik tanácsadóiként dolgoztak, és átálltak volna a koalíciós erőkhöz.